# Elaeagnus longiloba
Elaeagnus longiloba — вид квіткових рослин з родини маслинкових (Elaeagnaceae). Поширення: Китай (Гуйчжоу).

## Біоморфологічна характеристика
Це вічнозелений кущ. Колючки ≈ 7 мм; молоді гілки з щільними сірувато-жовтими лусками. Ніжка листка світло-коричнева, 6–10 мм, тонка; листова пластинка оберненояйцеподібно-ланцетна або еліптична, 5–7.5 × 2–3 см, знизу густо біло луската, бічних жилок 5 або 6 з кожного боку середньої жилки, основа вузько клиноподібна, край цільний, верхівка гостра або загострена. Квітки часто по 1–3 в пазухах, білі, зовні густо сріблясто лускаті. Квітконіжка коричнева, ≈ 4 мм, тонка. Трубка чашечки трубчаста, ≈ 6 мм; частки вузькотрикутні, ≈ 4 мм, всередині рідко зірчасті, верхівка загострена. Цвітіння: вересень — листопад.